# Wādi Zaghra
Wādi Zaghra – wadi na półwyspie Synaj w muhafazie Synaj Południowy w Egipcie. Położony na zachód od czerwonomorskiej Zatoki Akaba.